# رشيد الحمد
الدكتور رشيد الحمد ، (1946) وزير التربية والتعليم العالي في الكويت منذ 2004 حتي 2005 ، وسفير دولة الكويت الأسبق في جمهورية مصر العربية.

## السيرة الشخصية
الدكتور رشيد حمد محمد الحمد وزير التربية ووزير التعليم العالى والسفير السابق لدولة الكويت في جمهورية مصر العربية ، وهو من مواليد الكويت - القبلة عام (1946) ، درس في ثانوية الشويخ ، وبعد التخرج التحق بجامعة الاسكندرية وتخصص بمادة الجولوجيا في كلية العلوم ، وواصل دراسته العليا في بريطانيا حيث حصل علي الدكتوراه عام 1986.

## المناصب
- مدرس لمادة الجيولوجيا في ثانوية كيفان عام 1968.
- مدرس أول لمادة العلوم بالمرحلة الثانوية عام 1973.
- موجه عام بالمرحلة الابتدائية عام 1975.
- موجه فني عام لمادة العلوم عام 1976.
- مدير منطقة الجهراء التعليمية عام 1983.
- وكيل وزارة التربية المساعد للتخطيط والتنمية عام 1986.
- مدير المركز العربي للبحوث التربوية لدول الخليج عام 1992.
- وزير التربية والتعليم العالي 2004 - 2005 .
- سفير الكويت في جمهورية مصر العربية 2007 - 2013.
- نائب رئيس مجلس إدارة جمعية النجاة الخيرية 2019.

## مؤلفاته
- البيئة ومشكلاتها (1979)، سلسلة عالم المعرفة، مدينة الكويت: المجلس الوطني للثقافة والفنون.[3]

## وصلات خارجية
- موقع وزارة التربية